# Komychouvakha (oblast de Zaporijjia)
Komychouvakha (ukrainien : Комишуваха, russe : Камышеваха, Kamychevakha) est une commune urbaine de l'oblast de Zaporijjia, en Ukraine. Elle compte 5 211 habitants en 2021.

## Géographie
La localité est baignée par la rivière Konka, affluent du Dniepr. Le village de Jovtenké se trouve à trois kilomètres en amont de cette rivière et le village de Iouliïvka se trouve à quatre kilomètres en aval. Zaporijjia se trouve à trente-trois kilomètres au nord-ouest. Elle est traversée par la route nationale T-0803. La gare de chemin de fer du nom de Fissaki dessert le village, sur la ligne Zaporijjia-Polohy.

## Histoire
Le village est fondé en 1770 sous le nom de Pavlovka-Kamychevakha (d'après le vocable de l'église et le nom de la rivière) pour accueillir les familles de soldats défendant ces confins de l'Empire russe, la ligne des fortifications du Dniepr se trouvant à quatre kilomètres à l'est. Il dépend de l'ouïezd de Marioupol du gouvernement d'Ekaterinoslav. En 1859, le village compte 1 660 habitants et en 1899, déjà 4 200 habitants. En 1873, le village passe sous l'administration de l'ouïezd d'Alexandrovka.
En 1913, Pavlivka compte 5 177 habitants. La population diminue pendant la guerre civile russe. Devenue Komychouvakha, elle obtient son statut de commune urbaine de l'URSS en 1957.

## Religion
La commune dispose d'une église orthodoxe, l'église Saint-Michel-Archange, et d'un monastère féminin, le monastère Sainte-Elisabeth.